# Jean Philippe Wesselink
Jean Philippe Wesselink (Amsterdam, 19 april 1845 – Den Haag, 26 december 1931) was een Nederlands militair en burgemeester.
Na zijn marine-opleiding in Willemsoord vertrok hij in 1863 als adelborst eerste klasse met het fregat Zr.Ms. Metalen Kruis naar Nederlands-Indië en een jaar later nam hij deel aan de gevechten in Japan (zie Bombardement van Shimonoseki). In 1867 werd hij bevorderd tot luitenant-ter-zee tweede klasse. Vanaf 1875 was hij twee jaar actief in Atjeh en nam toen deel aan de slag bij Salamangan. Hierna werd hij bevorderd tot luitenant-ter-zee eerste klasse. Vanwege medische problemen verliet hij in 1884 de marine en ging Wesselink enige tijd naar het buitenland om te herstellen. In augustus 1886 werd hij burgemeester van Brouwershaven en op 1 januari 1888 volgde zijn benoeming tot burgemeester van Maassluis. In verband met de slechte gezondheid van zijn vrouw werd hem daar in april 1892 op eigen verzoek ontslag verleend. Na een verblijf in het mildere klimaat van Nassau werd hij in augustus 1893 benoemd tot burgemeester van Harlingen. In oktober 1896 gaf hij die functie op en ging hij in Velp wonen waar in maart 1897 zijn vrouw overleed. Enkele maanden later werd hij burgemeester van Goes wat hij tot oktober 1902 zou blijven. Later verhuisde hij naar Den Haag waar Wesselink eind 1931 op 86-jarige leeftijd overleed waarna deze in Velp begraven werd.